# SNCASE SE.161 Languedoc
El SNCASE SE.161 Languedoc, conocido inicialmente como Bloch MB.161, fue un cuatrimotor de transporte civil y militar de fabricación francesa utilizado por Air France, la Fuerza Aérea Francesa y la Armada Francesa; fue diseñado a finales de los años treinta, pero debido al estallido de la II Guerra Mundial no entró en producción hasta la terminación de esta.

## Historia, diseño y desarrollo
A partir de 1952, Air France comenzó a retirar el modelo del servicio de pasajeros, reemplazándolos con Douglas DC-4 , y hacia 1954 lo empleaba únicamente como aeronave de carga, con una carga útil de hasta 5.500 kg. Una parte de los aparatos dados de baja fue vendida a la compañía española Aviaco (9 unidades) a Tunis Air y a Misrair de Egipto, con la que el Languedoc todavía se siguió utilizando en el transporte de pasajeros hasta 1959. Algunos ejemplares de Air France fueron vendidos a las Fuerzas Aéreas y la Armada francesas donde fueron usados como bombarderos de largo alcance y aviones de transporte. También al final de la producción se construyeron unos pocos ejemplares SE.161R para las Fuerzas Aéreas francesas con motores Gnome-Rhône 14R y unas distintivas hélices cuatripalas, que fueron usados como aviones de transporte desde 1951 hasta 1955. Por otro lado, se suministraron en 1948 cinco aparatos nuevos a la compañía aérea nacional polaca Polskie Linie Lotinicze (PLL) (LOT ). En 1948, el precio del Languedoc era de aproximadamente 360.000 dólares. Por último, hasta 1970 varios SE.161 sirvieron como bancadas de prueba volantes para motores y armas dirigidas. Algunos Languedoc fueron usados en los años cincuenta como aviones nodriza en el programa de los aviones experimentales de René Leduc propulsados por un estatorreactor, como el Leduc 0.21 .

## Versiones
Bloch M.B.161.01
prototipo propulsado por cuatro Gnome-Rhône 14N de 900 cv
Sud-Est SE.161.1
aviones de producción con motores Gnome-Rhône 14N 44/45 de 1.150 cv; los aviones de LOT estaban propulsados por motores Gnome-Rhône 14N 54/55, más tarde fueron remotorizados con los Gnome-Rhône 68/69. Las unidades de la Aéronavale también estaban propulsados por los 14N 68/69
Sud-Est SE.161.P7
aparatos de Air France remotorizados en 1947 con Pratt & Whitney R-1830 SIC-3-G

## Operadores
Egipto
- Misrair

 Francia
- Gobierno francés de Vichy
- Air France
- Compagnie Air Transport
- Armée de l'air
  - EARS 99
  - GT I/61 "Maine"
- Armada francesa
  - Escuadrón 31S
  - Escuadrón 10S
  - Escuadrón 54S
  - Escuadrón 56S

 Líbano
- Air Liban

 Marruecos
- Air Atlas

 Polonia
- LOT Polish Airlines

 España
- Aviaco

 Túnez
- Tunis Air

## Especificaciones técnicas (Sud-Est SE.161.1)

### Características generales
- Tripulación: 5
- Capacidad: 33
- Longitud: 24,26 m
- Envergadura: 29,39 m
- Altura: 5,14 m
- Superficie alar: 111,32 m²
- Peso vacío: 12.651 kg
- Peso máximo al despegue: 20.577 kg
- Planta motriz: 4× radial 14 cilindros en doble estrella Gnome-Rhône 14N 44/45.
  - Potencia: 770 kW (1062 HP; 1047 CV) cada uno.

### Rendimiento
- Velocidad nunca excedida (Vne): 440 km\h
- Alcance: 3.200 km
- Techo de vuelo: 7200 m